# Espinosa
Espinosa là một đô thị thuộc bang Minas Gerais, Brasil. Đô thị này có diện tích 1876,401 km², dân số năm 2007 là 32329 người, mật độ 16,7 người/km².